# Гідрогеологія Кувейту
Гідрогеологія Кувейту.
У кайнозойських відкладах К. виділяють два осн. водоносних горизонти. Один приурочений до пухких теригенних відкладів кувейтської групи, другий — до тріщинних карбонатних порід світи Даммам. Водонасичені піски першого горизонту мають невитриману потужність (макс. 110 м); дебіт свердловин варіює в межах 3,8-15,2 л/с при пониженні рівня на 10-15 м.
Серед карбонатних порід світи Даммам потужністю 100—250 м переважають черепашкові вапняки; дебіт свердловин змінюється від 6 до 23 л/с при пониженні рівня від 0,5 до 15 м. Води обох горизонтів солонуваті (перев. 2-5 г/л), за складом Ci-SO4=Na-Са.